# Baker (Minnesota)
 (avril 2025).
 (avril 2025).
Si vous disposez d'ouvrages ou d'articles de référence ou si vous connaissez des sites web de qualité traitant du thème abordé ici, merci de compléter l'article en donnant les références utiles à sa vérifiabilité et en les liant à la section « Notes et références ».
Pour les articles homonymes, voir Baker.
Baker est une census-designated place située dans le comté de Clay, dans l’État du Minnesota, aux États-Unis. Lors du recensement de 2020, elle comptait 45 habitants.